# Station Grøndal
Station Grøndal is een S-tog-station in Kopenhagen, Denemarken dat werd geopend op 15 mei 1930.
In de jaren 20 van de 20e eeuw werd spoorlijn langs de westrand van de stad aangelegd ter vervanging van het bestaande spoor met vele overwegen door de bebouwde kom van Nørrebro en Frederiksberg.  Hoewel de lijn vooral voor goederenverkeer bestemd was kwamen er twee reizigersstations onderweg, de noordelijke bij Nørrebro en de zuidelijke bij de Godthåbsvej in Grøndal. Het station werd op 15 mei 1930 samen met de lijn geopend onder de naam Godthåbsvej. Op 3 april 1934 werd de eerste S-tog lijn (lijn F) tussen Frederiksberg en Klampenborg geopend die onder meer stopte bij Godthåbsvej.
De gemeenteraad van Grøndal wilde de naam van de gemeente onder de aandacht brengen en pleitte daarom voor een naamswijziging van het station. Na langdurige druk werd de naam op 29 september 1996 gewijzigd in Grøndal. Als onderbouwing werd gesteld dat de naam Godthåbsvej onjuist was omdat het een relatief lange weg is die voor een groot deel buiten Grøndal ligt. Bovendien had DSB dezelfde onderbouwing gebruikt om het station Lyngbyvejen, aan dezelfde lijn, om te dopen in Ryparken.
Als een van de weinige S-togstations heeft Grøndal nooit een lift gehad. Dankzij de ligging van het station is het echter mogelijk voor rolstoel- en kinderwagengebruikers om gebruik te maken paden tussen de perrons en aangrenzende wegen.

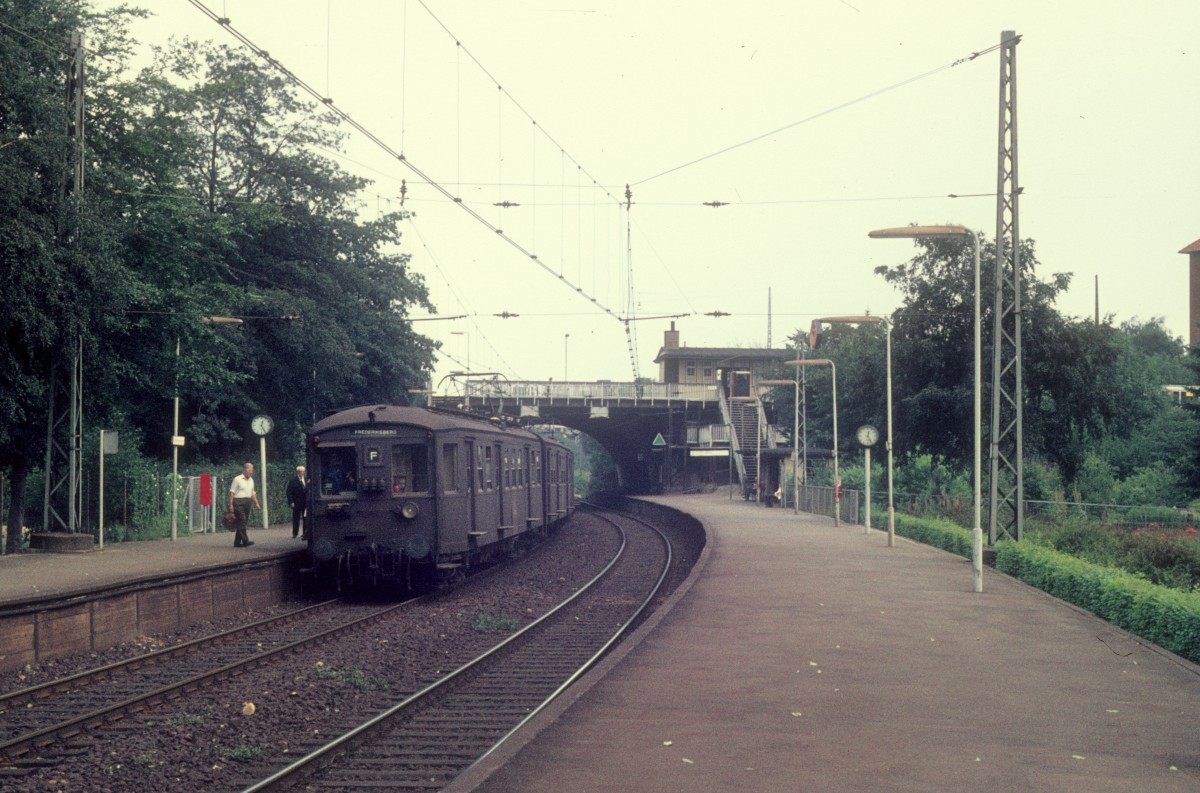
Het station in 1975.
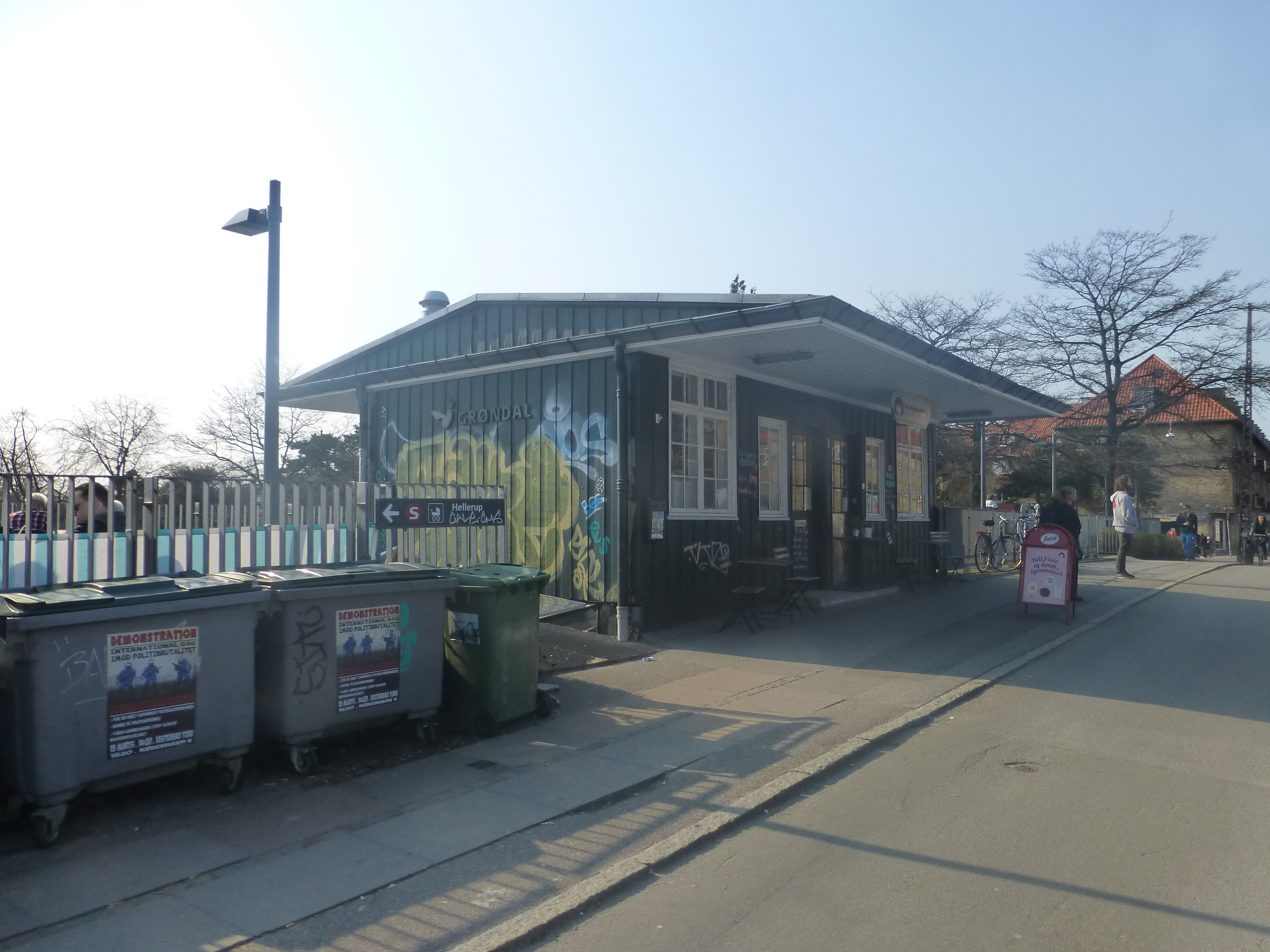
Het oude stationsgebouw, nu in gebruik als café.
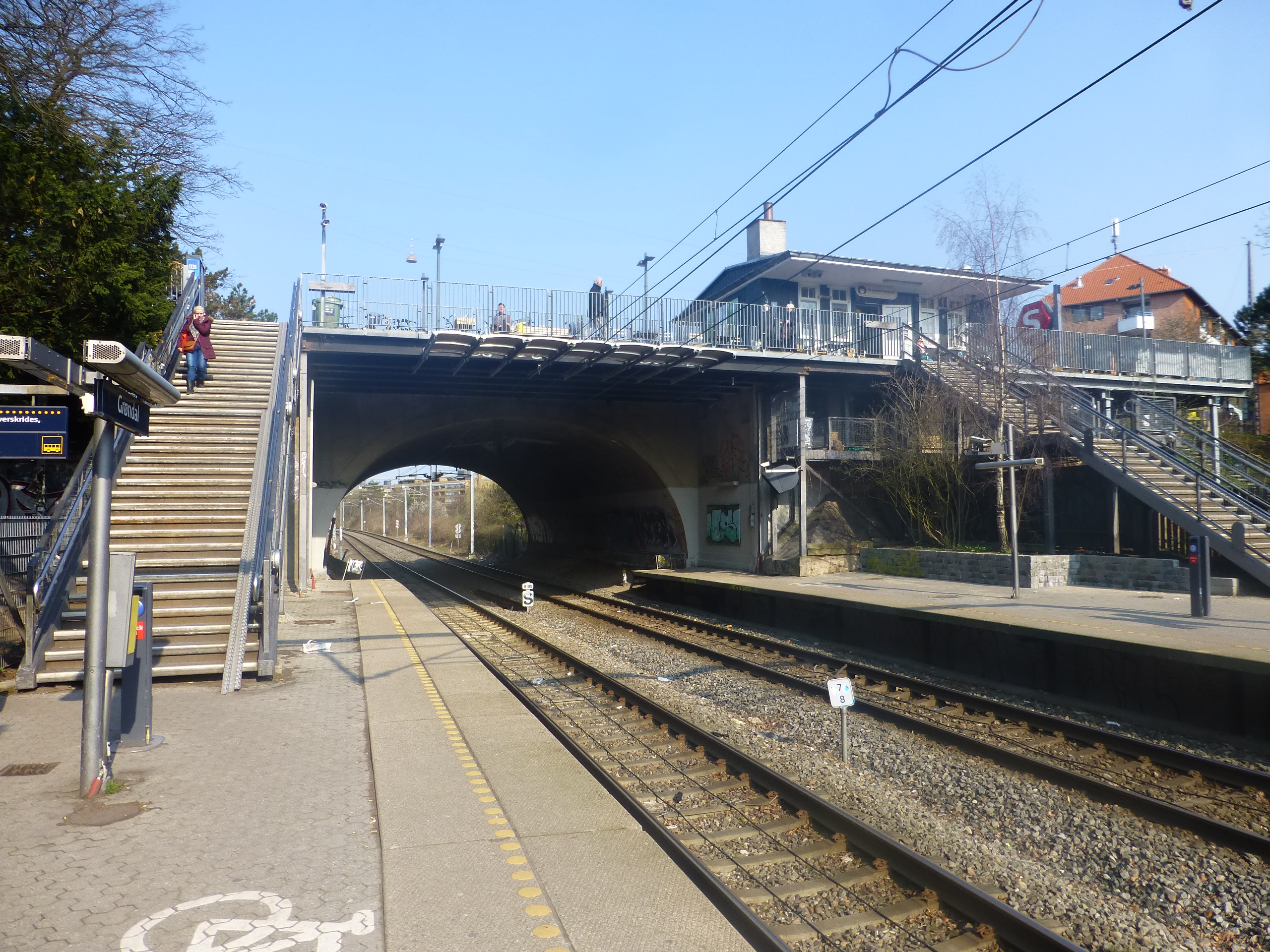
De trappen bij de Godthåbsvej.

Hellerup · Ryparken · Bispebjerg · Nørrebro · Fuglebakken · Grøndal · Flintholm · KB Hallen · Ålholm · Danshøj · Vigerslev Allé · Ny Ellebjerg